# Kristoff St. John
Pour les articles homonymes, voir Saint John.
Kristoff St. John, né le 15 juillet 1966 à New York et mort le 3 février 2019 à Los Angeles, est un acteur américain.

## Biographie
Il est le fils de l'acteur et producteur de cinéma Christopher St. John. À seulement 9 ans, Kristoff St. John obtient un rôle dans une série, Big John, Little John, diffusée sur la NBC à partir de 1976. Il joue ensuite le rôle d'Alex Haley en 1979 dans la mini-série Roots: Next Generations diffusé sur ABC. Toujours sur la même chaîne, il joue le petit-ami de Denise Huxtable dans The Cosby Show, puis finit par incarner son premier rôle majeur dans la série télévisée Charlie & Co. puis dans sa première soap opera, Generations, diffusée sur CBS. Enfin, il interprète le rôle de Neil Winters dans la série américaine Les Feux de l'amour.

### Mort
Son fils, Julian se suicide à l'âge de 24 ans, le 23 novembre 2014. Il souffrait de schizophrénie.
Le 19 octobre 2017, Kristoff St John tente de se suicider. Tourmenté par le souvenir de son fils, selon des sources citées par le site américain, la star aurait envoyé à une ex-compagne des photos de lui avec un pistolet sur la tempe. C’est cette femme qui aurait heureusement appelé les secours. Rapidement, la police est intervenue pour sauver l’acteur de la mort. Ses deux armes de poing lui ont été confisquées par les forces de l'ordre, qui l'ont conduit à l’hôpital sur-le-champ.
Son corps est retrouvé sans vie à son domicile le 3 février 2019. Quelques heures avant sa mort, il eut un dernier échange avec son ex-femme Mia St. John, lui disant que « Julian est à la porte. Il va m'emmener faire un tour. »

### Famille
Kristoff St. John a épousé Mia St. John, de 1991 à 1995, avec laquelle il a eu deux enfants : Julian (1989-2014) et Paris (née en 1992). Ils ont ensuite divorcé.
Il a épousé en secondes noces en 2001, Allana Nadal, avec laquelle il a eu une enfant, Lola (née en 2003). Ils ont divorcé en 2007.

## Hommages et réactions
Le 12 février 2019, Shemar Moore lui rend hommage en se disant inconsolable. Mia St. John a pour sa part été hospitalisée. Victoria Rowell s'est également effondrée en disant que l'acteur allait bien, mais ajoutant que « c'était quelque part dans son esprit car je savais ce qu'il traversait. »

## Autopsie
Les causes de sa mort restent encore inconnues. Une autopsie est pratiquée qui révèle que l'acteur est mort d'une crise cardiaque liée à une forte prise d'alcool et une cardiomyopathie hypertrophique. Il est enterré près de son fils au mémorial de Valley Oaks. Le 16 février 2019, Mia St. John déclare avoir eu un échange téléphonique le jour de sa mort, et il a fini par lui dire qu'il ne voulait plus être ici.

## Filmographie
- 1979 : Racines 2 (Roots: The Next Generations) (feuilleton TV) : Alex Haley as a boy
- 1979 : Le Champion (The Champ) : Sonny
- 1979 : The Bad News Bears (en) (série télévisée) : Ahmad Abdul Rahim
- 1980 : La Plantation (Beulah Land) (feuilleton TV) : Young Roman
- 1982 : An Innocent Love (TV)
- 1982 : Sister, Sister (TV) : Danny Burton
- 1985 : The Atlanta Child Murders (feuilleton TV) : Sheldon Kemp
- 1985 : First the Egg (TV)
- 1985 : Charlie & Co. (série télévisée) : Charlie Richmond Jr.
- 1989 : Finish Line (TV) : Tito Landreau
- 1989-1991 : Générations (Generations) (série télévisée) : Adam Marshall
- 1991-2019 : Les Feux de l'amour (The Young and the Restless) (série télévisée) : Neil Winters
- 2002 : Pandora's Box (en) : Victor Dubois
- 2005 : Carpool Guy : Steven
- 2006 : Spiritual Warriors : Hospital Administrator
- 2009 : Tout le monde déteste Chris (série télévisée) :  lui-même